# Robert Leicht (Journalist)
Robert Leicht (* 10. August 1944 in Naumburg (Saale)) ist ein deutscher Journalist und Publizist.

## Werdegang
Leicht stammt aus einer Brauerfamilie, sein gleichnamiger Urgroßvater Robert Leicht war der Gründer der Schwabenbräu in Stuttgart-Vaihingen.
Er war von 1954 bis 1963 Schüler des Internats Schule Schloss Salem und studierte Rechtswissenschaft in Berlin und Saarbrücken, von 1967 bis 1970 als Stipendiat der Studienstiftung des deutschen Volkes. Von 1970 bis 1985 schrieb er Leitartikel für die Süddeutsche Zeitung und wurde Ressortleiter für Innenpolitik. 1986 wurde er Ressortleiter Politik und stellvertretender Chefredakteur bei der Wochenzeitung Die Zeit. Von 1992 bis zum 31. August 1997 war er Chefredakteur der Zeit. Seither ist er politischer Korrespondent der Zeit und Kolumnist des Berliner Tagesspiegels.
In den Jahren 1997 bis 2003 war Leicht Ratsmitglied der EKD und von 2003 bis 2009 Mitglied der Synode der Evangelischen Kirche in Deutschland. Von 1999 bis 2009 war er Präsident der Evangelischen Akademie zu Berlin und lehrt als Honorarprofessor für öffentliche Kommunikation und aktuelle Politik an der Universität Erfurt.
Im Juni 2010 wurde Leicht in Frankfurt am Main zum neuen Vorstandsvorsitzenden des Trägervereins des Internats Schule Schloss Salem gewählt. Die Neuwahlen des Gremiums war notwendig geworden, weil der Vereinsvorstand nach der gescheiterten Besetzung der Schulleiterstelle am 17. April 2010 zurückgetreten war. Darüber hinaus ist Robert Leicht Mitglied im Stiftungsrat der Bürgerstiftung Hamburg und der Atlantik-Brücke.

## Positionen
Im Februar 1990 sprach sich Leicht gegen eine neue Verfassung eines wiedervereinigten Deutschlands aus. Stattdessen solle die DDR den Beitritt zur Bundesrepublik nach Artikel 23 des Grundgesetzes erklären.
Im Zusammenhang mit einem Ehrenmord-Prozess argumentierte Leicht 2006, dass im Strafrecht „nur der zu bestrafen ist, dem man eine Tat jenseits aller vernünftigen Zweifel persönlich nachweisen kann“, beim Aufenthaltsrecht die Beweislast jedoch bei einem Ausländer läge, „dass er die Grundrechte und Gesetze des Landes kennt, achten will und künftig achten wird“. Leicht forderte, eine Ermessensausweisung zu erleichtern, „wenn Ausländer durch Tatsachen ernste Anhaltspunkte dafür bieten, dass sie sich der Einfügung in die ordre public grob oder nachhaltig verweigern.“
2013 sprach sich Leicht für eine Befragung von Edward Snowden in Russland aus. Asyl in Deutschland sollte nicht gewährt werden, da Snowden nicht politisch verfolgt werde; ihm ein Aufenthaltsrecht auszusprechen, liege nicht im deutschen Interesse.
Leicht kritisierte den ehemaligen Außenminister Hans-Dietrich Genscher im Jahr 2014 scharf für Aussagen zum Ukraine-Konflikt. Genscher hatte den Sinn von Sanktionen bezweifelt und um Verständnis für die russische Position geworben.

## Ehrungen
1976 wurde Leicht für seine journalistischen Verdienste mit dem Karl-Hermann-Flach-Preis ausgezeichnet, 1981 mit dem Theodor-Wolff-Preis und 2004 mit dem Hans-Ehrenberg-Preis. Er ist Ehrendoktor der Westfälischen Wilhelms-Universität in Münster.

## Werke
- In Wahrheit frei – protestantische Profile und Positionen. Mohr Siebeck, Tübingen 2006, ISBN 3-16-148929-2.
- Wer’s glaubt, wird selig – Einmischungen zur Zeit. Herder, Freiburg 2002, ISBN 3-451-05328-4.
- Ihr seid das Salz der Erde – 2000 Jahre Christen im Widerspruch. Gütersloher Verlags-Haus, Gütersloh 1999, ISBN 3-579-01322-X.
- Aufbruch zur politischen Vernunft – die Herausforderung des deutschen Parlamentarismus. Hanser, München 1983, ISBN 3-446-13800-5.
- Grundgesetz und politische Praxis – Parlamentarismus in der Bundesrepublik. Hanser, München 1974, ISBN 3-446-11869-1.